# Timdalia intricata
Timdalia intricata är en lavart som först beskrevs av H.Magn., och fick sitt nu gällande namn av Hafellner in Hafellner och Türk. Timdalia intricata ingår i släktet Timdalia, klassen Lecanoromycetes, divisionen sporsäcksvampar och riket svampar. Arten är reproducerande i Sverige.